# Набадвип
Набадвип, или Навадви́п(а) (бенг. নবদ্বীপ, англ. Nabadwip) — город в округе Надия индийского штата Западная Бенгалия. Также — историческая область в месте слияния рек Ганги и Джаланги, с центром в городе Навадвипа. «Навадвипа» в переводе с бенгальского языка означает «девять островов». Эти острова называются Антардвипа (Маяпур), Симантадвипа, Рудрадвипа, Мадхьядвипа, Годрумадвипа, Ритудвипа, Джахнудвипа, Модадрумадвипа и Коладвипа. Более 500 лет назад здесь прошли «божественные игры» вайшнавского святого Чайтаньи, который в традиции гаудия-вайшнавизма почитается как совместное аватара Радхи и Кришны. Ежегодно Навадвипу посещают множество паломников, приезжающих со всего мира. Особенной популярностью пользуется фестиваль Гаура-пурнима, накануне которого проводится Навадвипа-мандала-парикрама — паломничество по девяти островам Навадвипы.

## История
Известный царь династии Сена, Лакшман Сена, правивший Бенгалией в период с 1179 по 1206 год, сделал Навадвип своей столицей. В 1202 году Навадвипа была захвачена исламским афганским полководцем Бакхтияром Кхилджи, который, хотя и одержал победу над Лакшманом Сеной, не смог установить контроль над Бенгалией.
Правители династии Сена были индусами и покровительствовали литературе, искусству и зодчеству. В течение более чем пяти столетий Навадвип был крупным центром учёности, образования и культуры, известным как «бенгальский Оксфорд». В одном из пригородов Навадвипа, Маяпуре, родился и вырос основоположник гаудия-вайшнавизма Чайтанья (1486—1534). Основанная им традиция получила известность как бенгальский вайшнавизм и распространилась по всей Восточной и части Северной Индии, а во второй половине XX века и по всему миру, благодаря проповеди Бхактиведанты Свами Прабхупады и основанной им индуистской вайшнавской организации Международное общество сознания Кришны.
Со времён Чайтаньи Навадвип является одним из основных мест паломничества для кришнаитов. Каждый год место рождения Чайтаньи посещают около 500 000 паломников со всего мира.

## География
Навадвип расположен 23°25′ с. ш. 88°22′ в. д.. Средняя высота над уровнем моря составляет 14 метров. Навадвип стоит на месте слияния рек Ганги и Джаланги. За последние века Ганг изменила своё русло, в результате чего Навадвип, находившийся ранее на восточном берегу реки, теперь находится на западном.

## Население
Согласно всеиндийской переписи населения 2011 года, население Навадвипа составляло 175 474 человека. Мужчин в процентном отношении было 51,75 %, а женщин — 48,25 %. Средний уровень грамотности жителей Навадвипа составлял 84,57 %, что выше среднего показателя по Индии. Грамотность среди мужчин была 88,69 % — выше, чем среди женщин (80,15 %). 7,44 % населения Навадвипы — дети младше 6 лет.

## Транспорт
Навадвипа расположена в 65 км от Бандела на железнодорожной ветви Бандел-Катва, являющейся частью Восточной железной дороги.

## Политика
В 1977 и 1982 году на выборах одерживал победу кандидат от Коммунистической партии Индии (марксистской) КПИ (М) Деви Прасад Васу. Его основным соперником на обоих выборах был Саштхи Бхушан Пал, представлявший Индийский национальный конгресс. На выборах 1987 и 1991 годов снова победил кандидат от Коммунистической партии Индии, Вишванатх Митра, набравший больше голосов, чем кандидат от Индийского национального конгресса Сатиш Девнатх. В 1996 году Вишванатх Митра был избран третий раз подряд, одержав вверх над Карктиком Чаттерджи — другим кандидатом от Индийского национального конгресса. В 2001 году кандидат-коммунист Джамуна Брахмачари потерпел поражение и победу одержал Пундарикшья Саха от партии Тринамул Конгресс. На выборах 2006 года опять победил Пундарикшья Саха, на этот раз его основным соперником выступил Чхая Сен Шарма от Коммунистической партии Индии (Марксистской). На выборах 2004 года в Лок сабху победил Алакеш Дас от КПИ (М).

## Путеводитель
В 2008 году в издательстве «Беловодье» вышел первый русскоязычный путеводитель по Навадвипе для паломников — «Шри Навадвипа-дхама» (авторы — В. А. Пискарев, В. Г. Пискарева)